# متور
متور قرية في منطقة جبلة في محافظة اللاذقية. يبلغ عدد سكانها 735 نسمه وفق تعداد 2004 وهي مركز لبلدية متور التي تضم مجموعة من القرى هي حرف متور وريحانة متور ومزرعة بداما وكرم الزيادية.
تشتهر قرية متور بمناظرها الطبيعية الجميلة وبالزراعة، ومن أهم المحاصيل الزيتون والتبغ والقمح. يوجد في قرية متور مدرسة ابتدائية إعدادية وثانوية، وفيها مركز للبريد والهاتف. تبعد عن مركز مدينة جبلة حوالي 25 كم شرقا.[بحاجة لمصدر]